# Plagiostomum album
Plagiostomum album är en plattmaskart som beskrevs av Libbie Henrietta Hyman 1938. Plagiostomum album ingår i släktet Plagiostomum, och familjen Plagiostomidae. Arten är reproducerande i Sverige.